# Le Bourg-Dun
Le Bourg-Dun település Franciaországban, Seine-Maritime megyében. Lakosainak száma 426 fő (2022. január 1.). Le Bourg-Dun Avremesnil, La Chapelle-sur-Dun, Longueil, Quiberville-sur-Mer, Saint-Aubin-sur-Mer, Saint-Pierre-le-Vieux és Sotteville-sur-Mer községekkel határos.

## Népesség
A település népességének változása:
| Lakosok száma | 419  | 420  | 435  | 431  | 430  | 431  | 433  | 429  | 426  |
|               | 2013 | 2015 | 2016 | 2017 | 2018 | 2019 | 2020 | 2021 | 2022 |